# (20424) 1998 VF30
(20424) 1998 VF30 ist ein Asteroid aus der Gruppe der Jupiter-Trojaner. Damit werden Asteroiden bezeichnet, die auf den Lagrange-Punkten auf der Bahn des Jupiter um die Sonne laufen. (20424) 1998 VF30 wurde am 10. November 1998 von den Astronomen des LINEAR-Projekts am Lincoln Laboratory ETS (IAU-Code 704) bei Socorro entdeckt. Er ist dem Lagrangepunkt L4 zugeordnet.